# Индекси
Индекси (у оригиналу Indexi) су били југословенска рок група из Сарајева. Група је основана 1962. у Сарајеву, а распала се 2001. када је преминуо певач Даворин Поповић.

## Историја

### Оснивање групе
Индекси су основани 1962. године у Сарајеву. Индексе је основала група студената, па отуда и сам назив групе. Њени оснивачи су ритам гитариста Исмет Арнауталић и бас-гитариста Шефко Акшамија. Састав су заједно с њима чинили: соло гитариста Слободан Мисаљевић, клавијатуриста Ђорђе Узелац и бубњар Недим Хаџихасановић. У почетку су свирали инструменталну музику, обраде светских хитова група као што су Шедоуз и Кинкс, али је с њима на игранкама у дворани „Слога“ повремено наступао певач Алија Хафизовић. 1963. уместо Неде Хаџихасановића за бубњеве долази Ђорђе Кисић.

### Младост
На првој Гитаријади у Београду 1964. Индекси су освојили друго место и као награду добили могућност да сниме први сингл на коме су се нашле четири инструменталне теме. Одлучили су се за обраде тадашњих хитова “Седам величанствених” (тема из истоименог филма), “Вечерас у граду младих” (“Teensville Tonight” Џонија и Харикена) и “Атлантида” (“Atlantis” Шедоуза), док је песму “Никада” компоновао Исмет Арнауталић и то је била прва аутентична рок композиција у Босни и Херцеговини.
Крајем 1964. Индексима се прикључује певач Даворин Поповић, који је до тада наступао с групом Пауци. Током 1965. долази до све већег осипања првобитне поставе, па тако групу напуштају Слободан Мисаљевић, Шефко Акшамија и Ђорђе Узелац, а из групе Луталице долазе гитариста Слободан Ковачевић и басиста Фадил Реџић.
Године 1967. Индекси наступају на првом сарајевском фестивалу „Ваш шлагер сезоне“, одржаном у априлу у дворани „Ђуро Ђаковић“, на којем су извели Ковачевићеву композицију “Око малих ствари свађамо се ми” коју је ПГП РТБ објавио на фестивалској плочи. На такмичењу за Песму Евровизије извели су Ковачевићеву композицију “Пружам руке” на стихове Николе Бороте и она је уз песме “Зашто је празан читав свијет”, “Наше доба” и обраду “Nowhere Man” Битлса (у њиховом препеву “Једном смо се свађали”) комплетирала други сингл Индекса. Доласком оргуљаша и композитора Корнелија Ковача 1967. године, Индекси се све више оријентишу на сопствени материјал. Октобра 1967. године свирали су на фестивалу у Опатији и постали први вокално-инструментални састав који је учествовао на тој манифестацији. Извели су песме “Недјељом ујутро” и “Нећу бити сам” Ђорђа Новковића. Те године су често на концертима и плочама пратили певачицу Зденку Вучковић. У новембру 1967. године отишли су на двомесечну турнеју по Совјетском Савезу. По повратку су наступили на фестивалу „Ваш шлагер сезоне '68" са песмом “Пустињак”, која је уз композиције других извођача забележена на албуму у издању ПГП РТБ-а.
У пролеће 1968. године бубњар Ђорђе Кисић је отишао да свира у Немачку, а на његово место долази Мирослав Шарановић. У том периоду, група је по тексту истоимене народне песме снимила Корнелијеву композицију "Бој на Мишару" у којој су коришћени саз и гусле, што представља једну од првих употреба етно мотива у југословенској рок музици.
На Опатијском фестивалу исте године, са композицијом Петка Кантарџијева “Јутро ће промијенити све” Индекси су освојили трећу награду, а извели су и Корнелијеву “Ако једном будеш сама”. Те јесени Корнелије је прешао у Београд и основао Корни групу, а у поставу је уместо њега ушао нови клавијатуриста Ђорђе Новковић.

### Златно раздобље Индекса
Историјски датум у каријери групе је 15. јануар 1969. године, када је снимљена “Плима”, једна од првих прогресивних песама југословенске рок сцене, као и један од највећих хитова групе који је компоновао Слободан Бодо Ковачевић, а чији је текст написао Корнелије Ковач. Међутим, од стране уредника издавачких кућа оцењена је као "некомерцијална" што је спречило њено објављивање. Следећи једнако важан догађа се у истој години, 11. октобра, када је снимљена прва домаћа рок поема “Негдје на крају, у затишју”, прва песма југословенске рок сцене која је трајала дуже од 10 минута. Мелодију је компоновао Слободан Ковачевић на стихове Желимира Алтарца Чичка. Стихове је на почетку и на крају композиције рецитовао глумац Бранко Личен. Током наредне године без обзира на дужину трајања, била је проглашена најслушанијом песмом по избору слушалаца на Радио Сарајеву у емисији Десет грамофона водитеља Влатка Марковића.

У децембру 1969. године Исмет Арнауталић је отишао у војску и неће се више вратити у Индексе. Касније је с Гораном Бреговићем и Зораном Реџићем основао састав Јутро, претечу Бијелог дугмета.
Почетком 1970. године, у групи поново долази до једне од бројних промена клавијатуриста. Ђорђе Новковић се придружио групи Про арте, а заменио га је Ранко Рихтман. На такмичарској рок вечери фестивала Загребфест '70. Индекси су наступили с песмом “Да сам ја нетко”, коју је компоновао Хрвоје Хегедушић, а текст је написала Маја Перфиљева и освојили су друго место, иза Корни групе. “Да сам ја нетко” уз “Свијет у коме живим” (музика Ковачевић-Реџић, текст Желимир Алтарац) објављена је на сингл плочи у издању загребачког Југотона. Убрзо је снимљена и десетоминутна песма "Двојник" за коју су издавачке куће биле незаинтересоване.
Следеће године, такође на рок вечери фестивала „Загреб '71", Индекси су извели амбициозну композицију “Извор” (музика Хегедушић, текст Перфиљева) и овај пут освојили прво мјесто, испред Корни групе. Нажалост, песма никада није снимљена и објављена на плочама. Након одласка Рихтмана и Шарановића из групе, нови чланови су постали клавијатуриста Владо Правдић (екс Вокинси, Амбасадори) и бубњар Пецо Петеј. После летњих свирки, Петеј је отишао на студије у Грац, Шарановић се вратио у групу, а нови клавијатуриста је постао Енцо Лесић (екс Далматини, Сплит). Исте године на фестивалу „Ваш шлагер сезоне“ Индекси су са песмом Милана Ђајића “Да ли постоји љубав” освојили друго место публике.
У јануару 1972. године у музичкој емисији Максиметар Телевизије Београд, Индекси промовишу песму Енца Лесића “Све ове године” која је постала мега-хит (1981. године песму је у ска форми обрадило Бијело дугме). Лесић је убрзо напустио Индексе и у Загребу основао групу Спектар. С Индексима је поново Владо Правдић који је у групи остао до 1973. године када је прешао у групу Јутро. У пролеће 1972. године Индекси наступају на првом BOOM фестивалу, одржаном у Љубљани, а концертни снимак песме “Хеј ти, младо момче” (музика Љупче Констатинов, текст Маја Перфиљева) забележен је на дуплом албуму с овог фестивала. Потом наступају на Загребфесту с песмом "Сањам" (Хрвоје Хегедушић, Маја Перфиљева), да би убрзо по повратку у Сарајево снимили и песму "Балада" (музика Фадил Реџић и Слободан Ковачевић, стихови Маја Перфиљева), на којој је флауту као гост свирао Бране Ламберт Живковић, тадашњи члан групе Time, а која је уз “Сањам” објављена на још једном изузетно популарном синглу групе (Југотон, 21. јун 1972). Десетогодишњицу постојања прославили су 29. октобра 1972. године распроданим концертом у сарајевској Скендерији пред 12.000 људи. У новембру исте године, са четворогодишњим закашњењем, коначно је објављен макси-сингл с “Плимом”. Плоча је достигла висок тираж и постала евергрин у каријери Индекса.
Такође, 1972. године издавачка кућа РТВ Љубљана објавила је први албум Индекса, који се састојао од седам песама из њихове прогресивне фазе, снимљених у периоду од 1969. до 1972. године. Међутим, неки овај албум посматрају као компилацију, уз образложење да су песме ипак снимане у дужем временском периоду и да је већ постојала њихова дистрибуција на магнетофонским тракама. Албум је издат само у облику касете и у моно техници, у врло малом тиражу и представља раритет међу колекционарима.

### Одустајање од рок израза
Почетком 1973. године дошло је до чудне музичке фузије са саставом Про арте. У то време Индекси су опет остали без оргуљаша, па су са Ђорђем Новковићем, чији је састав Про арте такође био у персоналној кризи, смислили необично решење - спајање две групе. Уз Новковића, групи је приступио и певач Владимир Савчић Чоби, па су деловали под именом Про арте - Индекси. На фестивалима су бирали име у зависности од тога са којим певачем су наступали. У тој постави су отишли на турнеју по Бугарској и снимак њиховог наступа је под именом „Индекси + Про Арте“ објавила издавачка кућа Балкантон.
У априлу 1973. године Индекси су освојили прво место на фестивалу „Ваш шлагер сезоне“ са песмом Александра Кораћа “Предај се срце”, која им је донела и први златни сингл. Ово је преломни тренутак у каријери Индекса, који у овом периоду све више напуштају авангардни рок израз и почињу се бавити тзв. лаганим нотама. У новембру 1973. године Ковачевић и Поповић су отишли у војску и група није радила годину дана. Паузу су попунили наступом на Опатијском фестивалу с песмом “Само су руже знале” као и сингловима које су снимили пре престанка рада. У то време је изашао њихов први ЛП албум, али не с новим песмама, већ као компилација најуспешнијих композиција са синглова.
Крајем 1974. године група је наставила с радом. Уместо Мирослава Шарановића који је прешао у Амбасадоре за бубњевима је сада био Милић Вукашиновић (екс Чичак, Мића, Горан и Зоран), а клавијатуре је, уместо Новковића који се у међувремену преселио у Загреб, свирао професор музике Мирослав Мараус. Место клавијатуристе су претходно понудили Тихомиру Асановићу, али их је он одбио због солистичких планова.
Уочи Нове 1975. године група је објавила сингл с песмама “Бацила је све низ ријеку” (музика Фадил Реџић, текст Кемал Монтено) и “Погрешан број”. На спектакуларном концерту који је 22. фебруара 1976. одржан у Скендерији, под називом “Повратак Индекса”, доживели су очекиван тријумф. После тог наступа кренули су на турнеју по Југославији, а предгрупа им је био нови састав Тешка индустрија, предвођен клавијатуристом Габором Ленђелом. Током турнеје из групе је отишао Мараус, а у групу се вратио Енцо Лесић. На Опатијском фестивалу 1975. године група учествује са Ленђеловом песмом “Ти си ми била нај нај”, а на фестивалу „Ваш шлагер сезоне“ освојили су треће место по избору публике с песмом “Волим те” Александра Кораћа. На Сплитском фестивалу представили су се с песмом Ђорђа Перузовића “Обала пуста, обала врела”.
Крајем 1975. године Даворин Поповић је реализовао соло албум “Свака је љубав иста (осим оне праве)” на чијем снимању су учествовали чланови групе. Плоча је промовисана великим концертом 21. фебруара 1976. године у Скендерији, а Даворина Поповића су и на концерту пратили Индекси и њихов нови клавијатуриста Ненад Јурин, бивши члан групе Код.
Индекси су по обичају наступили на фестивалу „Ваш шлагер сезоне“ с Реџићевом песмом “Моја Хана”, а Даворин Поповић је добио награду за најбољу интерпретацију. На фестивалу Београдско пролеће с песмом “Стани мало злато моје” Александра Кораћа освојили су трећу награду публике.
У лето 1976. године Индекси су поновно отишли на турнеју по Совјетском Савезу, а затим су са Здравком Чолићем одсвирали турнеју по јадранској обали. Крајем 1976. године Милић Вукашиновић је прешао у Бијело дугме, а бубњеве су по потреби свирали Перица Стојановић (екс Амбасадори) и Ђорђе Кисић.
Амбициозно замишљен албум, концептуално остварење "Модра ријека" на стихове песника Мака Диздара из збирки “Камени спавач” и “Модра ријека” Индекси су објавили 1978. године и после дуго година вратили се прогресивној и јакој ауторској музици. ЛП су продуцирали Никола Борота и Индекси, материјал је миксован у Минхену, као гости су свирали Тихомир Поп Асановић и Ранко Рихтман, стихове је рецитовао глумац Фабијан Шоваговић, а омот плоче је ликовно опремио сликар Мерсад Бербер. Албум је проглашен рок плочом године, а група је добила Шестоаприлску награду Сарајева.
Након изванредног критичког пријема албума Модра ријека, Индекси су наставили с извођењем хитова забавно-музичке оријентације нижући песме као што су "Испили смо златни пехар", "Позови ме на кафу", "310 пољубаца" и "Поздрави Соњу", да би у наредној деценији постали све мање активни и све ређе објављивали нови материјал, док су се чланови групе преусмерили на сопствене активности.
Крајем 1979. године, на Ковачевићев позив члан групе постаје клавијатуриста Синан Алимановић, у том периоду члан ритам секције Великог оркестра РТВ Сарајево, а у групи остаје до 1983. године снимивши сингл са песмама "Бетонска брана" и "Да л' облак зна". Године 1984. Даворин Поповић је на свом другом соло албуму “С тобом дијелим све” снимио песме Кемала Монтена, Корнелија Ковача и Фадила Реџића. У студију су га пратили Индекси, а продукцију је радио Ненад Јурин.
Године 1986. Индекси су објавили четвороструку ЛП компилацију Све ове године на којој су заступљене како прогресивне и мање комерцијалне, тако и шлагери и поп рок песме које су извођене на фестивалима. На компилацији је први пут објављено неколико раније снимљених песама, међу којима су композиције "Бој на Мишару" и "Двојник", као и нова композиција "Индекси '86", чији текст представља комбинацију наслова њихових најпознатијих песама. Ова компилација је својевремено била далеко најлуксузније урађена у дотадашњој југословенској дискографији, са великим бројем фотографија, додатним биографијама и текстовима. Нешто измењен материјал објављен је 1991. године на двоструком CD-у.
Уз Корни групу, Тајм, Ју групу, Р. М. Точак бенд и Драга Млинареца, Индекси су наступили на концерту одржаном у Загребу 22. маја 1987. у великој дворани Дома спортова. На дуплом живом албуму "ЈУ рок легенде” (Југотон 1987), снимљеном на том наступу, нашле су се и њихове песме “Све ове године”, “Балада”, “Плима” и “Бацила је све низ ријеку”. Нешто касније исти концерт је поновљен у Београду. У оквиру музике за филм Кудуз коју је припремио Горан Бреговић, Даворин Поповић је отпевао обраду старе севдалинке "Вољело се двоје младих" која је под именом “Жуте дуње” објављена на плочи “Кудуз” (Дискотон 1989).

### Последње године
Током рата у Босни и Херцеговини група није радила, али је снимила песму „Улица пркоса“. Даворин Поповић, Ђорђе Кисић и Фадил Реџић су све време били у Сарајеву, Бодо Ковачевић је био у Прагу, а Ранко Рихтман у Израелу. Даворин Поповић је 1995. године с песмом “XXI вијек” Златана Фазлића представљао Босну и Херцеговину на Песми Евровизије у Даблину. Она је објављена на истоименом, трећем Давориновом соло албуму који је на хрватском тржишту објављен под именом “С тобом дијелим све” (куриозитет: исти назив као и другог албума), а потписан је као Даворин Поповић и Индекси. Уз старе материјале песме су компоновали Златко Арсланагић, Кемал Монтено, браћа Едо и Адо Мулахалиловић (бивши чланови састава Хари Мата Хари), Златан Фазлић, као и Фадил Реџић и његов син Златан.
Група је званично обновила рад крајем 1995. године, с тим што је нови бубњар поново постао Пецо Петеј, у кратком периоду члан групе Time, заменивши Ђорђа Кисића којег је претходне године ранио гелер током рата у Босни и Херцеговини, удаљивши га с музичке сцене. Јануара 1996. године, одржали су пет повратничких концерата у загребачкој дворани "Ватрослав Лисински", а уследила су и два узастопна концерта у дворани Босанског културног центра у Сарајеву 2. и 3. фебруара, након којих је групу напустио Фадил Реџић који се убрзо одселио у САД.
Крајем априла група је одржала три распродана концерта у београдском Сава центру и један у новосадском СПЕНС-у. Публика их је дочекала с одушевљењем. Као гости на њиховим београдским наступима учествовали су Корнелије Ковач, Ненад Милосављевић (Галија) и Владимир Савчић Чоби, а најавио их је Душан Прелевић. На концерту у Новом Саду добродошлицу им је пожелио Ђорђе Балашевић. Међутим, у делу јавности у Хрватској и Босни и Херцеговини ови концерти су наишли на негативан одјек.
У августу, Слободан Бодо Ковачевић и Ненад Јурин отпочињу са припремама новог албума Камени цвјетови. Међутим, због других обавеза Јурин напушта групу месец дана касније. Нови чланови убрзо постају басиста Давор Чрнигој и клавијатуриста Синан Алимановић, који је својевремено био члан групе Косовски божури из Приштине, а средином деведесетих постао је директор музичке продукције РТВ БиХ. Група је у овом периоду три пута наступала у Лондону, а често је гостовала и у другим европским престоницама.
Године 1999. Индекси су објавили албум Камени цвјетови, на којем су се вратили свом изворном рок звуку који се највише огледао у третману гитара и оргуља, а после дуго времена употребили су и етно мотиве, тако да је Бодо Ковачевић свирао и саз. Као гости на снимању су учествовали Екатерина Аверианова (чело), Жељка Катавић, Ален Мустафић и Драгољуб Савић (пратећи вокали). Аутори музике били су Слободан Ковачевић и Ранко Рихтман, текстова Маја Перфиљева и Абдулах Сидран, а албум је отворила обрада севдалинке "Снијег паде на бехар на воће". Недуго по објављивању, стални члан групе је поново постао Ђорђе Кисић, који је као гост на албуму свирао удараљке у композицији "Лептиру мој".
Снимак последњег наступа Индекса у сарајевској "Зетри", одржаног 1. октобра 1999. године објављен је на дуплом диску Последњи концерт у Сарајеву 2002. године. Те вечери са њима су као гости наступали Корнелије Ковач, Горан Бреговић, Милић Вукашиновић, Хари Варешановић, Младен Војичић Тифа и чланови сарајевске групе Seven Up.
Последњи концерт Индекса догодио се у Бањој Луци, у дворани Борик, 5. маја 2001. године. Даворин Поповић је умро 18. јуна 2001. године, а чланови групе су одлучили да престану с радом. Пошта Босне и Херцеговине је 2001. штампала марку "Пјевач и Индекси". Наредне године, у Босни и Херцеговини је установљена годишња Награда Даворин која се додељује најуспешнијим музичарима. На прву годишњицу Поповићеве смрти музичка продукција РТВ БиХ објавила је CD сингл „Пјесма за Давора“, коју је написао Златан Фазлић Фазла, а уз њега су певали Дадо Топић, Аки Рахимовски и Младен Војичић Тифа.
Романсирана биографија и фотомонографија о групи објављена је 2006. године под називом У инат годинама, а написао ју је новинар из Зенице Јосип Дујмовић. Као додатак, уз књигу је објављен и пропратни диск са избором необјављених снимака из шездесетих година и кључним песмама ране фазе рада групе. Поводом изласка књиге, као омаж бенду одржан је концерт под називом Индекси и пријатељи у Зетри 12. септембра 2006. године, а ова концертна традиција траје и данас. У оквиру пројекта учествују некадашњи чланови групе са бројним гостујућим извођачима, док је на простору бивше Југославије одржано више од 30 концерата. Докуметарни филм Индекси приказан је 2020. године, а снимљен је у режији Бојана Хаџиабдића и Зорана Кубуре.
Бодо Ковачевић је умро 22. марта 2004. године, бубњар Ђорђе Кисић је умро 25. новембра 2005. године, а први бубњар групе Недо Хаџихасановић 3. фебруара 2006. године. Ђорђе Новковић је умро 6. маја 2007. године, а Енцо Лесић 29. јула 2013. године. Корнелије Ковач је преминуо 13. септембра 2022. године, а Владо Правдић 4. децембра 2023. године.

## Чланови Индекса
- Исмет Арнауталић, ритам гитара (до 1969.)
- Слободан Мисаљевић, соло гитара (до 1965.)
- Ђорђе Узелац, клавијатуре (до 1965.)
- Шефо Акшамија, бас-гитара (до 1965.)
- Недо Хаџихасановић, бубњеви (до 1963.)
- Алија Хафизовић, вокал (повремено 1963—1964.)
- Даворин Поповић, вокал (од 1964. до 2001.)
- Ђорђе Кисић, бубњеви (1964—1968. / 1977—1991. / 1999—2001.)
- Фадил Реџић, бас-гитара (од 1965. до 1996.)
- Слободан Ковачевић, соло гитара (од 1965. до 2001.)
- Корнелије Ковач, клавијатуре (1967—1968.)
- Ђорђе Новковић, клавијатуре (1968—1969. / 1973.)
- Мирослав Шарановић, бубњеви (1968—1973.)
- Ранко Рихтман, клавијатуре (1969—1970. / касније: стални придружени члан)
- Владо Правдић, клавијатуре (1971—1973.)
- Петар Пецо Петеј, бубњеви (1971. / 1995—1999.)
- Енцо Лесић, клавијатуре (1971—1972. / 1975.)
- Мирослав Мараус, клавијатуре (1974.)
- Милић Вукашиновић, бубњеви (1974—1975.)
- Ненад Јурин, клавијатуре (1976—1996.)
- Перица Стојановић, бубњеви (1976.)
- Синан Алимановић, клавијатуре (1980—1983. / 1997—2001.)
- Санин Карић, бас-гитара (1996—1997.)
- Давор Чрнигој, бас-гитара (1997—2001.)

## Дискографија

### Албуми
- Индекси (РТВ Љубљана 1972.)
- Модра ријека (Југотон 1978.)
- Камени цвјетови (Халикс Продукција 1999.)

### Концертни албуми
- Про Арте - Индекси (Балкантон 1973.)[note 1]
- Последњи концерт у Сарајеву (Комуна 2002.)

### Синглови
- Седам величанствених / Никада / Вечерас у граду младих / Атлантис (ПГП РТБ 1964.)
- Наше доба / Пружам руке / Зашто је празан читав свијет / Једном смо се свађали (ПГП РТБ 1967.)
- Други човјек / Ако једном будеш сама / Јутро ће промијенити све (ПГП РТБ 1968.)
- Не желим твоју љубав / Шабн-дабн-шабн-ду-бајо (Југотон 1969.)
- Свијет у коме живим / Да сам ја нетко (Југотон 1971.)
- Кривац си ти / Све ове године (Југотон 1972.)
- Сањам / Балада (Југотон 1972.)
- Плима / Угасила је пламен / Повратак Џека Трбосјека и осталог зла (Југотон 1972.)
- Предај се срце / Буди као море (Југотон 1973.)
- Једина моја / И твоје ће проћи (Дискотон 1973.)
- Само су руже знале / Самоћо, љубави моја (Дискотон 1974.)
- Динг-да-да / Да л’ смо људи (Дискотон 1974.)
- Бацила је све низ ријеку / Погрешан број (Дискотон 1974.)
- Волим те / Ти си ми била нај, нај (Дискотон 1975.)
- Обала пуста, обала врела / Прва љубав (Дискотон 1975.)
- Моја Хана / Ноћни сусрети / Стани мало, злато моје / Путови (Дискотон 1976.)
- И ми и нас двоје / Кад се хоће, све се може (Дискотон 1976.)
- Само једном / Купала се цура једна у потоку под планином (Југотон 1977.)
- У једним плавим очима / Ана (Дискотон 1977.)
- Вољела је сјај у трави / Покажи ми длан (Југотон 1977.)
- Испили смо златни пехар / Свиђаш ми се (Дискотон 1978.)
- Позови ме на кафу / Слово о човјеку (Југотон 1978.)
- 310 пољубаца / Било је лијепо (Југотон 1978.)
- Живјела Југославија / Празне ноћи а бескрајни дани (Дискотон 1979.)
- Њене очи, усне, руке / Ој, Неретво (Југотон 1980.)
- Бетонска брана / Да л’ облак зна (Југотон 1981.)
- Поздрави Соњу / На свој начин / Добар дан, туго (Дискотон 1983.)

### Компилације
- Индекси (Југотон 1974.)
- Индекси (Дискотон 1977.)
- Све ове године (Дискотон 1986, четвороструки)
- Индекси (Дискотон 1991.)
- Све ове године (Croatia Records 1994.)
- Best of Indexi (Комуна 2001. 2 ЦД)
- У инат годинама (1964-1999) (Croatia Records 2007.)
- Наше доба (ПГП РТС 2007.)

## Фестивали
Ваш шлагер сезоне, Сарајево:
- Око малих ствари свађамо се ми, '67
- Пустињак, '68
- Свијет за тебе / Најљепше ствари, '69
- Прошли дани, '70
- Да ли постоји љубав, друга награда публике, '71
- Сваки други дан, '72
- Предај се срце, победничка песма и награда за најбољу интерпретацију, '73
- Само су руже знале, '74
- Волим те, трећа награда публике, '75
- Моја Хана, награда за најбољу интерпретацију и награда стручног жирија Савеза композитора Југославије, '76
- У једним плавим очима, победничка песма, '77
- Испијмо златни пехар, друга награда публике, '78
- Празне ноћи, а бескрајни дани / Живјела Југославија, '79
- Њене очи, усне, руке, '80
- Бетонска брана, награда за аранжман, '81
- Моја мала Ана, треће место, '82
- Поздрави Соњу, '83
- Имаш ме на души, '87

Опатија:
- Нећу бити сам (алтернација са Сенком Велетанлић), '67
- Ако једном будеш сама (алтернација са Жарком Данчуом), '68
- Јутро ће промијенити све (алтернација са Стјепаном Џимијем Станићем), трећа награда жирија, '68
- У подневне сате, '69
- Дјеца љубави, '73
- Самоћо, љубави моја, '74
- Ти си ми била нај, нај, '75
- Свиђаш ми се (Вече рок музике), '78
- Дал' облак зна, '81
- Мост (Вече родољубиве песме са Кемалом Монтеном , Недом Украден и Јадранком Стојаковић), '81
- Цајтнот (Времена нема) / Понекад је сретнем, '82
- Добар дан туго, '83

Београдско пролеће:
- Стани мало, злато моје, трећа награда публике, '76
- Позови ме на кафу, '78
- 310 пољубаца, '79

Сплит:
- Обала пуста, обала врела, '75

Скопље:
- Еј ти момче младо, '71

Загреб:
- Не желим твоју љубав, '69
- Да сам ја нетко (Вече рок музике), друга награда публике, '70
- Извор (Вече рок музике), победничка песма, '71
- Сањам, '72
- И ми и нас двоје, награда за најбољи текст, '76
- Вољела је сјај у трави, '77
- У улици Карађоз-бега, '87

Омладина, Суботица:
- Мјесто под сунцем, '69
- Ја одлазим сутра, '70

МЕСАМ:
- Ја ти вјерујем све, '84
- Црни сватови, награда за текст, '87

Југословенски избор за Евросонг:
- Пружам руке, пето место, Љубљана '67
- Заборав, Загреб '69
- То се тражи, девето место, Љубљана '82
- На свој начин, пето место, Нови Сад '83
- Била једном љубав једна, осмо место, Београд '87

Југословенски фестивал револуционарне и родољубиве песме:
- Југославија, '77
- Ој, Неретво, '78

Бум поп фестивал, Љубљана:
- Хеј ти, '72

## Даворин Поповић соло
Самостални наступи на фестивалима
- 1976 - Хит парада - Ја сам увијек хтио, људима да дам
- 1981 - Сплит - Стави главу на блазињу
- 1982 - Ваш шлагер сезоне - Заувијек Лили
- 1982 - Београдско пролеће - Бојим се
- 1995 - Евросонг - XXI вијек

### Сингл
- Ја сам увијек хтио људима да дам / Црвено светло (ПГП РТБ 1976.)

### Албуми
- Свака је љубав иста (осим оне праве) (Дискотон 1976.)
- С тобом дијелим све (Дискотон 1984.)
- XXI вијек (Пелекс 1995.)[note 2]

### Компилације
- За вашу душу (Пелекс 1995.)